# خوسيه فيسنتي ليون
خوسيه فيسنتي ليون (بالإسبانية: José Vicente León) هو سباح إسباني، ولد في 17 نوفمبر 1943 في سان كريستوبال دي لا لاغونا في إسبانيا.

## وصلات خارجية
- خوسيه فيسنتي ليون على موقع أوليمبيديا (الإنجليزية)